# خورخوره (بیجار)
خورخوره (بیجار)، روستایی از توابع بخش مرکزی شهرستان بیجار در استان کردستان ایران است.
این روستا آب شوری هم دارد 

## جمعیت
این روستا در دهستان خورخوره قرار دارد و براساس سرشماری مرکز آمار ایران در سال ۱۳۸۵، جمعیت آن ۹۹۰ نفر (۱۸۰خانوار) بوده‌است.